# Триполье (Киевская область)
Трипо́лье (укр. Трипі́лля) — село в Обуховском районе Киевской области Украины, примерно в 40 км к югу от Киева на правом берегу Днепра. Население — 3001 человек (2006).

## История

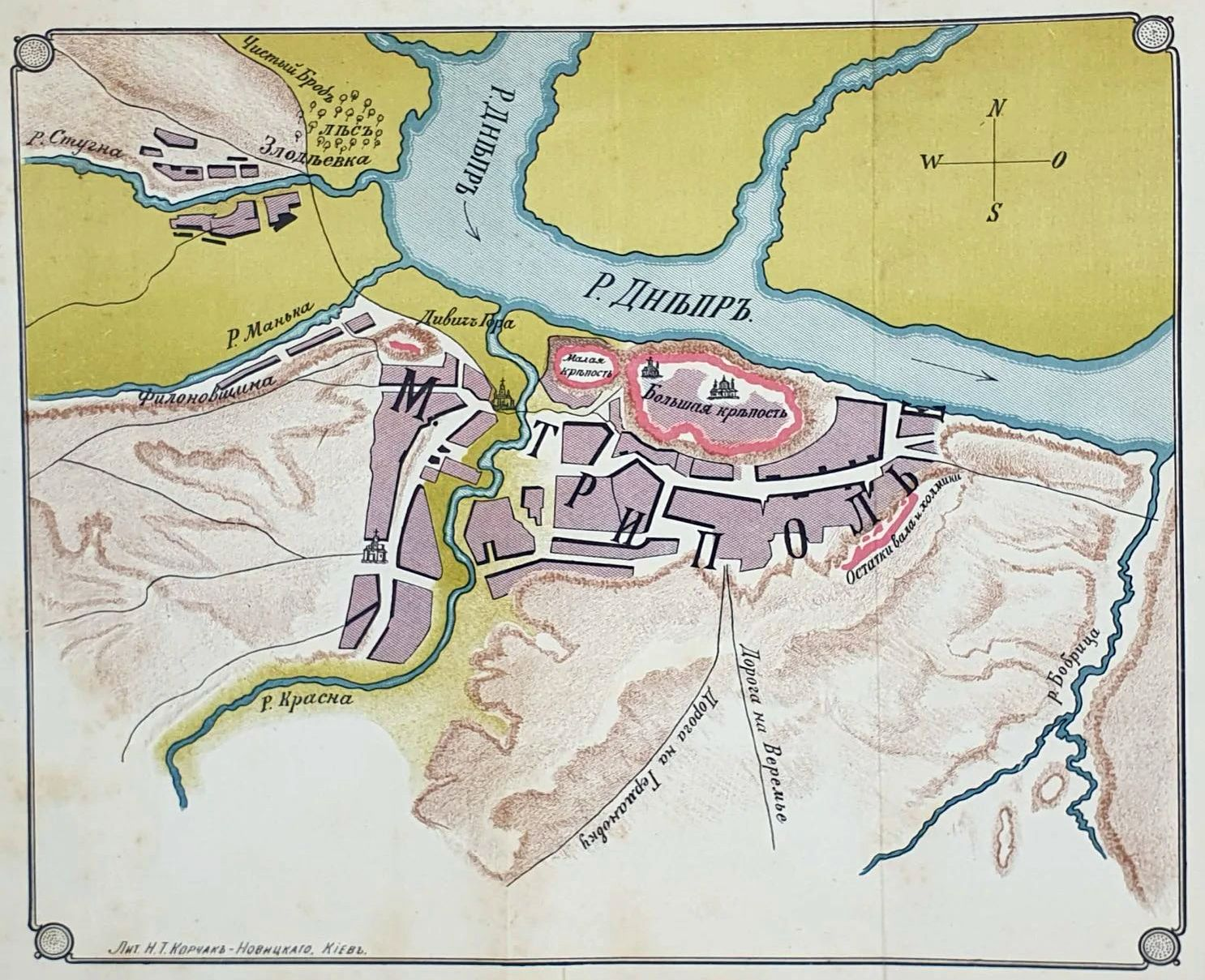
План местечка Триполье. 1900 год

Древнерусский город Треполь впервые упоминается в летописях в 1093 году в связи с битвой на Стугне, проигранной князем Святополком Изяславичем половцам. В XII веке Треполь был центром удельного княжества в составе Киевского княжества. В то время он был окружён большими валами и, будучи звеном Стугнинской оборонительной линии, служил передовым укреплением для защиты Киева от набегов половцев и других кочевых племён. После монгольского нашествия на Русь город пришёл в упадок и превратился в село.
В 1659 году киевский воевода Василий Шереметев разбил под Трипольем отряд казаков гетмана Ивана Выговского, а затем сжёг село, чтобы лишить гетмана оперативной базы под Киевом. По Андрусовскому договору 1667 года село Триполье отошло к России.
В 1897 году археолог Викентий Хвойка обнаружил близ села Триполье Киевского уезда материальные остатки энеолитической культуры, названной по месту находки трипольской.

## Достопримечательности
В селе находится Киевский областной археологический музей, в экспозицию которого входит множество археологических находок трипольской культуры.

## Гидрогеология
Представлен ряд таких водоносных горизонтов как: Бучакский водоносный горизонт, Полтавский водоносный горизонт, Четвертичный водно-ледниковый водоносный горизонт. Такие водоносные горизонты, как Четвертичный и Полтавский по причине слабой мощности, а также маловодообильности могут эксплуатироваться только колодцами.

Основное значение для бурения водозаборных скважин — Бучакско-Каневский водоносный комплекс (хорошая водообильность). Основной минус для Бучакского водоносного горизонта в Триполье (а также ряде прилегающих населённых пунктов района: Обухов, Гусачевка, Старые Безрадичи, Новые Безрадичи, и так далее — повышенное содержание железа.

## Галерея

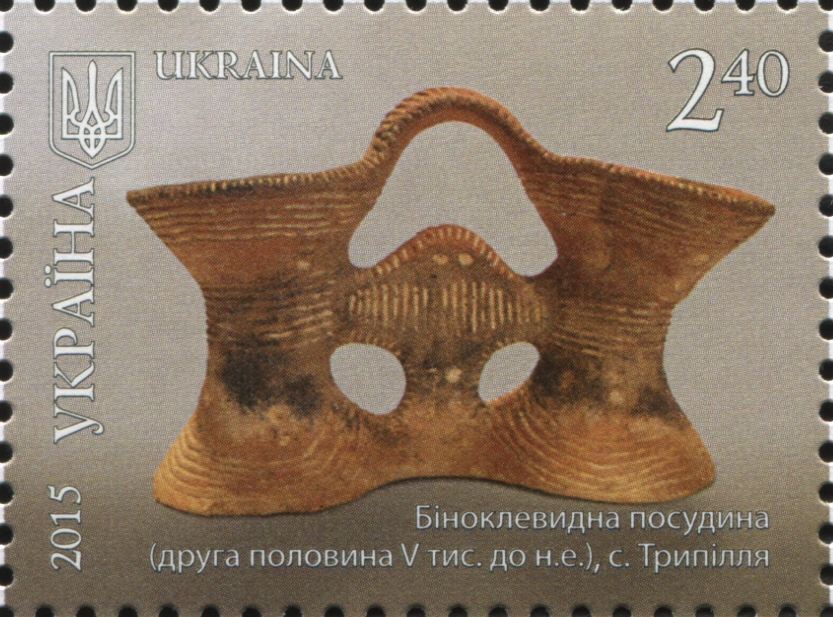
Биноклевидная посудина (2-я половина V века до н. э.), найденная в с. Триполье, на почтовой марке Украины. 2015 г.
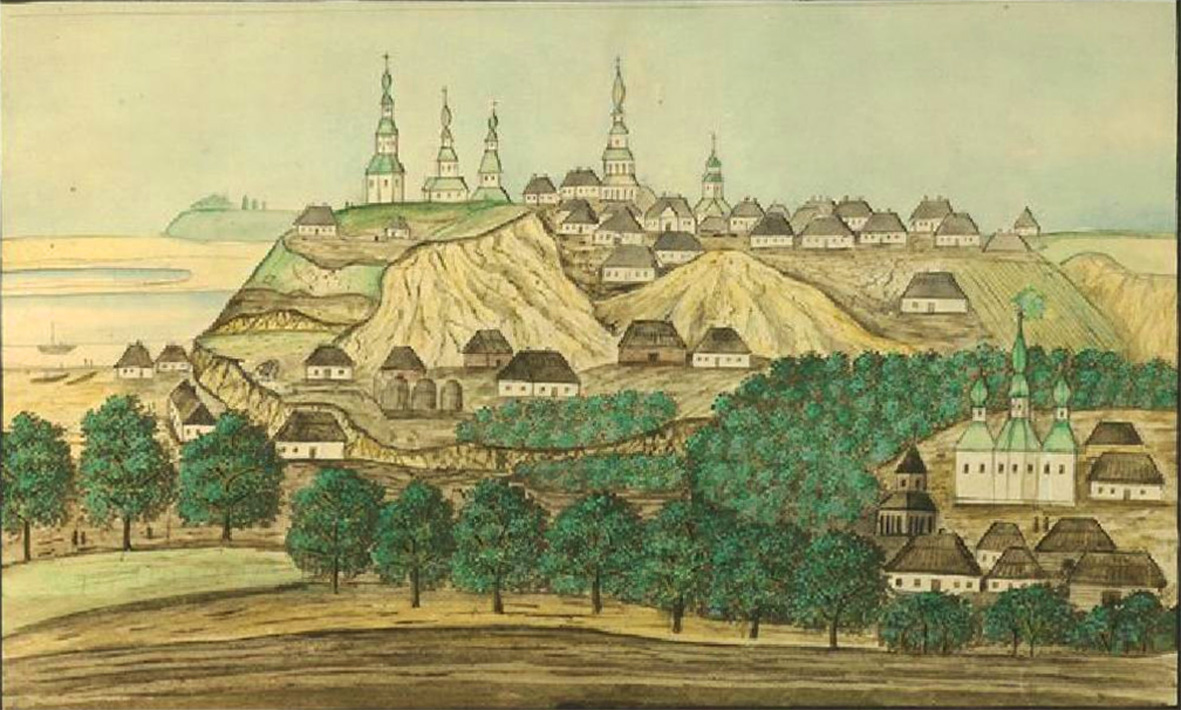
Де ля Флиз. Триполье (1854)
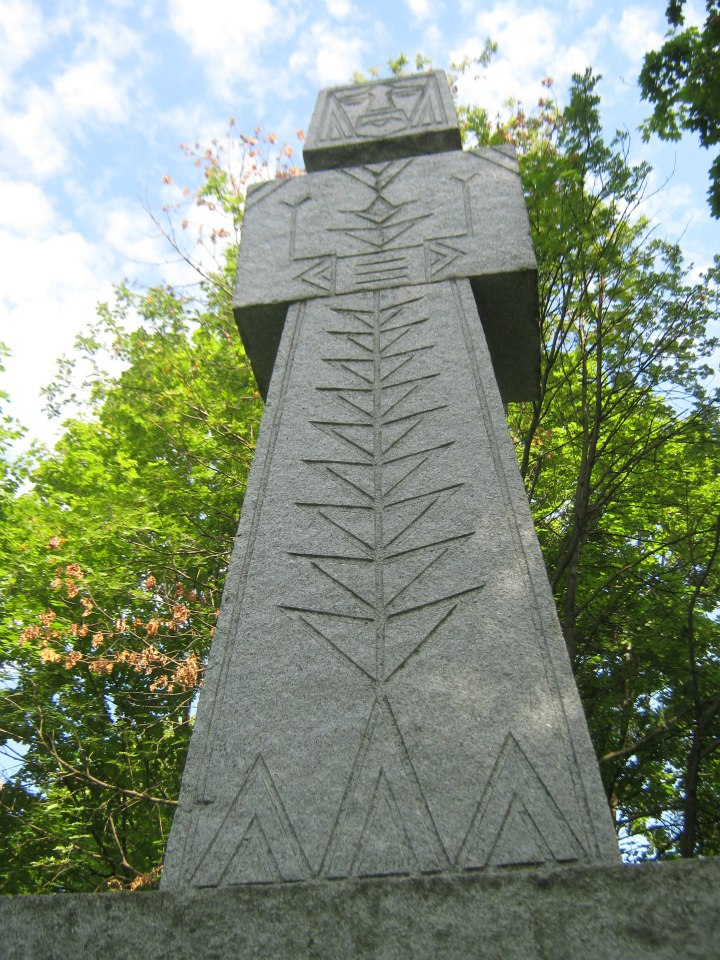
Памятник 1000-летия с. Триполье

## Известные уроженцы и жители
- Вадис, Александр Анатольевич (1906—1968) — заместитель министра государственной безопасности Украинской ССР, генерал-лейтенант.
- Кибальчич, Надежда Константиновна (1878—1914) — украинская писательница, поэтесса, переводчик.
- Атаман Даниил Терпило по прозвищу «Зелёный» — участник Гражданской войны.